# Jaume Garcia i Obrador
Jaume Garcia i Obrador (Palma 1894-4 d'agost de 1939) fou un dirigent socialista mallorquí.
Treballava com a electricista, era membre de les joventuts socialistes, combaté (1919-21) els terceristes i l'escissió comunista i, juntament amb Llorenç Bisbal, s'oposà al verguisme (1922-23). El 1920 va contreure matrimoni civil amb Francisca José Ribas. El 1922 fou vicepresident de la Federació de Societats Obreres de Balears i president de l'Agrupació Socialista de Palma, amb 29 anys. A partir del 1925 figurà en la comissió executiva de la UGT de Balears i reorganitzà les joventuts socialistes (1927-1930). El 14 d'abril de 1931 es feu càrrec, amb Antoni Pol, del govern civil de les Illes Balears. Després fou elegit regidor (1931-33); per l'octubre del 1931, partidari de donar per acabada l'aliança amb els republicans, creà, amb Jaume Bauzà, un Partit Socialista Independent. Tornà al PSOE (1933) i encapçalà aviat l'oposició als caballeristes dins la UGT i la Federació Socialista Balear, que presidí de 1935 a 1936 i representà dins el comitè nacional del PSOE (1934-36). Fou president de la Diputació Provincial de Balears el 1936, càrrec que ocupava durant l'inici de la Guerra civil espanyola. Restà amagat durant tota la guerra, però finalment fou delatat i assassinat. És Fill Predilecte de l'illa de Mallorca des del setembre de 2007.